# Kenny Cunningham
Kenny Cunningham (* 7. červen 1985) je kostarický fotbalista.

## Reprezentační kariéra
Kenny Cunningham odehrál za kostarický národní tým v letech 2011–2014 celkem 13 reprezentačních utkání a vstřelil v nich 1 gól.

## Statistiky
| Kostarika | Kostarika | Kostarika |
| Roky      | Zápasů    | Gólů      |
| --------- | --------- | --------- |
| 2011      | 2         | 1         |
| 2012      | 1         | 0         |
| 2013      | 8         | 0         |
| 2014      | 2         | 0         |
| Celkem    | 13        | 1         |